# L'Abergement-de-Varey
L'Abergement-de-Varey je francouzská obec v departementu Ain v regionu Auvergne-Rhône-Alpes.

## Historie
První zmínka o obci pochází z buly papeže Alexandra III. z roku 1169; místo je jmenováno jako „Villa que dicitur Labbergementum“. Dne 7. srpna 1325 se zde uskutečnila bitva u Varey. Během 2. světové války byli v L'Abergement-de-Varey velmi aktivní makisté.

## Demografie
Počet obyvatel: